# Stimmkreis Bamberg-Land
Der Stimmkreis Bamberg-Land (Stimmkreis 401) ist ein Stimmkreis in Oberfranken. Er umfasst die Städte Baunach, Scheßlitz, Schlüsselfeld und die Gemeinden Altendorf, Breitengüßbach, Burgebrach, Burgwindheim, Buttenheim, Ebrach, Frensdorf, Gerach, Heiligenstadt i.OFr., Hirschaid, Kemmern, Königsfeld, Lauter, Litzendorf, Memmelsdorf, Rattelsdorf, Reckendorf, Schönbrunn i.Steigerwald, Stadelhofen, Strullendorf, Wattendorf, Zapfendorf des Landkreises Bamberg.

## Wahl 2023
Zur Landtagswahl 2023 traten folgende Parteien und Direktkandidaten im Stimmkreis Bamberg-Land an und erzielten folgende Ergebnisse:
| Nr. | Direktkandidat       | Partei       | Erststimmen in % | Gesamtstimmen in % |
| --- | -------------------- | ------------ | ---------------- | ------------------ |
| 1   | Holger Dremel        | CSU          | 46,9             | 45,3               |
| 2   | Tim-Luca Rosenheimer | GRÜNE        | 7,2              | 7,8                |
| 3   | Verena Scheer        | Freie Wähler | 12,5             | 13,7               |
| 4   | Florian Köhler       | AfD          | 21,4             | 20,8               |
| 5   | Ronni Arendt         | SPD          | 5,6              | 5,3                |
| 6   | Daniel Reuter        | FDP          | 1,9              | 2,1                |
| 7   | Jan Jaegers          | LINKE        | 1,2              | 1,2                |
| 8   | Frank Suck           | BP           | 1,0              | 1,1                |
| 9   | Tobias Sieling       | ÖDP          | 1,6              | 1,5                |
| 10  | Uwe Stark            | dieBasis     | 0,8              | 0,8                |
| 11  | -                    | Volt         | -                | 0,3                |

## Wahl 2018
Im Stimmkreis waren insgesamt 129.423 Einwohner wahlberechtigt. Die Landtagswahl am 14. Oktober 2018 hatte folgendes Ergebnis:
| Direktkandidat       | Partei               | Erststimmen in % | Gesamtstimmen in % | Veränderung der Gesamtstimmen im Vergleich zur Landtagswahl 2013 in % |
| -------------------- | -------------------- | ---------------- | ------------------ | --------------------------------------------------------------------- |
| Holger Dremel        | CSU                  | 46,0             | 48,1               | − 9,6                                                                 |
| Uwe Metzner          | SPD                  | 6,3              | 6,1                | − 7,8                                                                 |
| Verena Scheer        | Freie Wähler         | 10,1             | 9,0                | + 2,6                                                                 |
| Georg Lunz           | GRÜNE                | 12,9             | 12,1               | + 6,0                                                                 |
| Martin Wünsche       | FDP                  | 4,7              | 4,5                | + 2,5                                                                 |
| Andreas Tränkenschuh | LINKE                | 2,5              | 2,4                | + 0,5                                                                 |
| Günther Sedlmeyer    | BP                   | 1,7              | 1,6                | +/− 0,0                                                               |
| Tobias Sieling       | ÖDP                  | 1,3              | 1,1                | + 0,1                                                                 |
| -                    | PIRATEN              | -                | 0,3                | - 1,6                                                                 |
| Florian Köhler       | AfD                  | 14,5             | 14,0               | + 14,0                                                                |
| -                    | mut                  | -                | 0,2                | + 0,2                                                                 |
| -                    | Die Partei           | -                | 0,4                | + 0,4                                                                 |
| -                    | Gesundheitsforschung | -                | 0,1                | + 0,1                                                                 |
| -                    | V-Partei³            | -                | 0,1                | + 0,1                                                                 |

Der Stimmkreis wird im Landtag durch den direkt gewählten Abgeordneten Holger Dremel (CSU) vertreten.

## Wahl 2013
Wahlberechtigt waren bei der Landtagswahl vom 15. September 2013 insgesamt 84.559 Einwohner. Die Wahlbeteiligung betrug 66,6 %. Die Wahl hatte folgendes Ergebnis:
| Direktkandidat  | Partei       | Erststimmen in % | Gesamtstimmen in % | +/- Gesamtstimmen ggü. 2008 in %-P. |
| --------------- | ------------ | ---------------- | ------------------ | ----------------------------------- |
| Heinrich Rudrof | CSU          | 55,3             | 57,5               | + 4,0                               |
| Reinhard Schmid | SPD          | 14,3             | 13,9               | + 0,9                               |
| Georg Kestler   | Freie Wähler | 7,5              | 6,5                | - 0,7                               |
| Ursula Sowa     | GRÜNE        | 6,8              | 6,0                | + 0,4                               |
| Robert Fritsch  | FDP          | 2,1              | 2,0                | - 4,9                               |
| Oliver Giel     | LINKE        | 2,0              | 1,9                | - 2,4                               |
| Martin Eichler  | ÖDP          | 0,9              | 1,0                | − 0,2                               |
| Gerd Herr       | REP          | 1,2              | 1,4                | - 1,6                               |
| Axel Michaelis  | NPD          | 2,0              | 1,9                | − 0,1                               |
| Martin Dempert  | BP           | 1,6              | 1,8                | + 0,8                               |
| -               | Frauenliste  | -                | 0,6                | + 0,6                               |
| Peter Loskarn   | Die Franken  | 4,2              | 3,5                | + 3,5                               |
| Kai Mast        | PIRATEN      | 1,9              | 1,9                | + 1,9                               |

## Wahl 2008
Bei der Landtagswahl 2008 waren 83.104 Einwohner wahlberechtigt. Die Wahlbeteiligung lag bei 61,9 %. Die Wahl hatte folgendes Ergebnis:
| Direktkandidat    | Partei       | Erststimmen in % | Gesamtstimmen in % | Veränderung der Gesamtstimmen im Vergleich zur Landtagswahl 2003 in % |
| ----------------- | ------------ | ---------------- | ------------------ | --------------------------------------------------------------------- |
| Heinrich Rudrof   | CSU          | 51,7             | 53,7               | - 18,4                                                                |
| Manfred Deinlein  | SPD          | 13,8             | 13,0               | - 0,2                                                                 |
| Andreas Lösche    | GRÜNE        | 4,8              | 5,6                | + 0,7                                                                 |
| Udo Wüst          | Freie Wähler | 8,1              | 7,2                | + 6,4                                                                 |
| Robert Fritsch    | FDP          | 7,2              | 6,9                | + 5,0                                                                 |
| Joseph Lorenz     | REP          | 3,5              | 3,1                | - 0,7                                                                 |
| Martin Eichler    | ödp          | 1,2              | 1,2                | - 0,4                                                                 |
| Friedrich Forster | BP           | 0,6              | 0,8                | - 0,6                                                                 |
| Norbert Tscherner | BB           | 2,7              | 2,3                | + 2,3                                                                 |
| Johannes Männlein | LINKE        | 4,5              | 4,3                | + 4,3                                                                 |
| Axel Michaelis    | NPD          | 2,0              | 2,0                | + 2,0                                                                 |